# Водопад карума
Карума водопади су једни од најпопуларнијих водопада који се налазе у Уганди. Налазе се у северном делу Уганде, реке Карума. То је једна од туристичких атракција у региону.
Водопад је природна појава која се јавља на рекама, а означава место слободног пада воде у речном току на оним местима где се јавља изненадна промена у елевацији рељефа. То је место на уздужном речном профилу где речна вода пада вертикално преко стрмог одсека који преграђује ток. Водопади су најчешће велика туристичка атракција и занимљивост.

## Локација
Налази се у северном делу Уганде, округ Касесе-Кирадондо, река Карума.